# 法林岳之
法林 岳之（ほうりん たかゆき、1963年1月22日 - ）は、神奈川県出身、神戸育ち、東京都世田谷区在住のフリーランスジャーナリストである。主にパソコンや携帯電話の評価や解説を手がけている。ハード・ソフトを問わず多くの著書（できるシリーズ）を出版している。
jus(日本UNIXユーザ会）幹事(元会長)でありフリーランスエンジニアである法林浩之は実弟である。

## 主な活動
- Impress Watch
- asahi.com